# Saint-Laurent (Haute-Garonne)
Saint-Laurent település Franciaországban, Haute-Garonne megyében. Lakosainak száma 177 fő (2022. január 1.). Saint-Laurent Anan, Montbernard, Montesquieu-Guittaut, Saint-Frajou és Salerm községekkel határos.

## Népesség
A település népessége az elmúlt években az alábbi módon változott:
| Lakosok száma | 205  | 136  | 141  | 160  | 164  | 171  | 181  | 178  | 178  | 177  |
|               | 1968 | 1982 | 1990 | 2006 | 2013 | 2015 | 2017 | 2019 | 2020 | 2022 |